# Gail Borden
Pour les articles homonymes, voir Gail Borden (patinage artistique) et Borden.
Gail Borden Junior, né le 9 novembre 1801 à Norwich, État de New York et mort le 11 janvier 1874 à Borden, Texas (en), Texas , est un géomètre-arpenteur et éditeur américain. Impliqué dans la révolution texane de 1835, il est également l'inventeur du meat-biscuit, puis du lait concentré sucré en 1856. La société qu'il a créée, Borden Dairy (en) est toujours en activité.

## Biographie

### Jeunesse
Il est le fils aîné de Gail Borden Sr., un fermier descendant d'une famille d'immigrants arrivée aux États-Unis en 1638, et de son épouse Philadelphia Wheeler. Son père est installé dans l'État de New York, il emmène sa famille dans l'ouest américain et s'établit au début des années 1800 dans ce qui était alors le territoire de l'Indiana. Gail Borden travaille dans la ferme familiale, où il apprend également l'arpentage, et est brièvement scolarisé en 1816-1817. À l'âge de 22 ans, il quitte sa famille et, avec son frère Thomas, s'installe plus au sud, dans le comté d'Amite, Mississippi, où il exerce le métier de géomètre.
En 1828, il épouse Penelope Mercer. Le couple rejoint la colonie d'Austin, dans la région de l'actuel État du Texas, où les parents de Gail Borden se sont implantés,,.

### Révolution texane

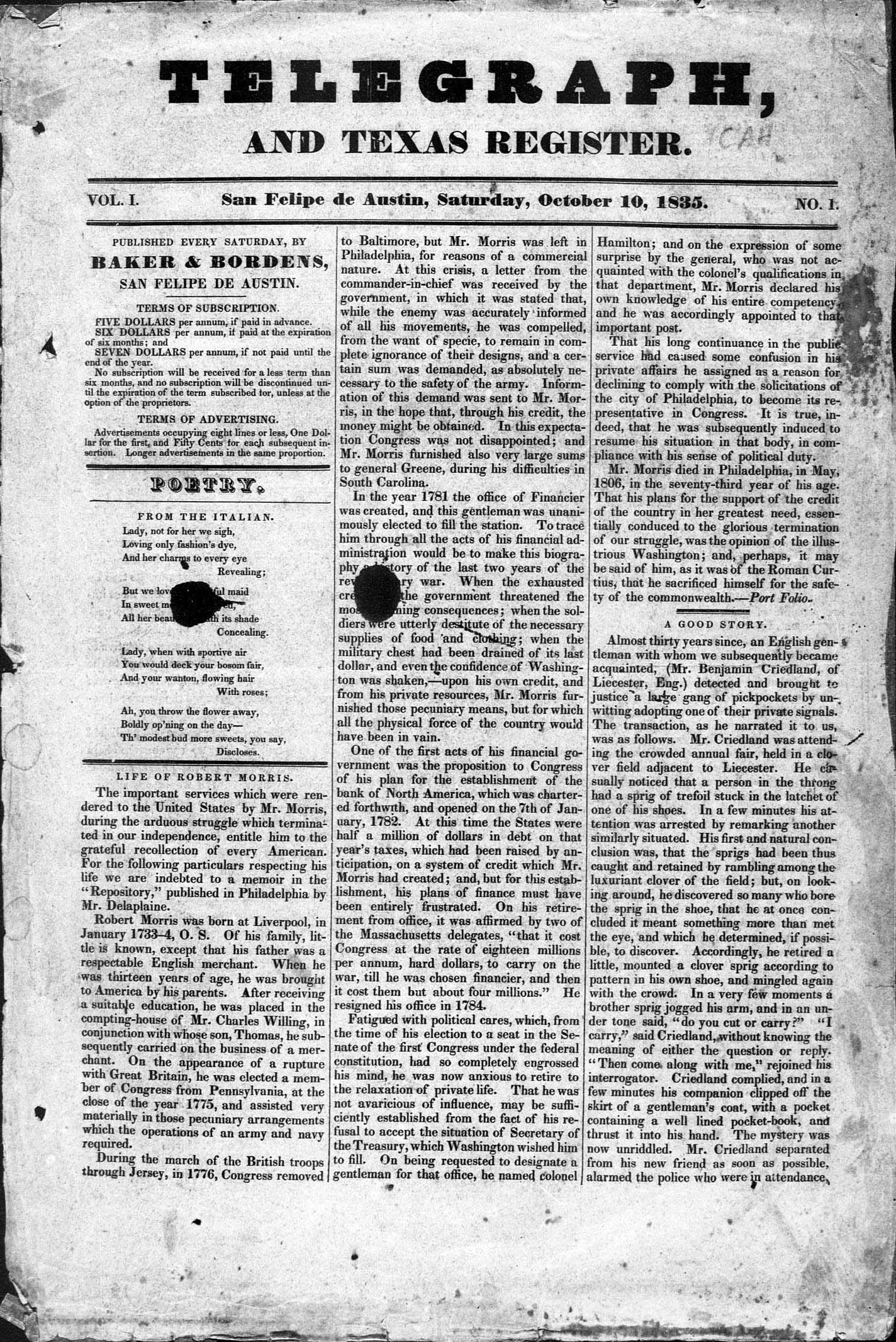
Le 10 octobre 1835, première édition du journal Telegraph and Texas Register publié grâce au partenariat de Gail Borden Jr., son frère John et Joseph Baker à San Felipe, Texas

En 1835, durant la révolution texane, il fonde le  journal Telegraph and Texas Register avec son frère John Borden et Joseph Baker. Pour améliorer ses revenus il devient également l'imprimeur officiel de la nouvelle république, la déclaration d'indépendance du Texas fut imprimée sur ses presses. Alors que l'armée mexicaine se déplace vers l'est dans les colonies texanes, le Telegraph fut bientôt le seul journal du Texas encore en activité. Leur 21e numéro a été publié le 24 mars, celui-ci contenait la première liste de noms de Texans morts à la bataille d'Alamo.
Deux ans plus tard, après la fondation de la république du Texas, il revend ses parts en raison de difficultés financières et retourne à son métier de géomètre.
Borden a été délégué à la convention de 1833 (en), où il aide à rédiger les premières ébauches d'une constitution de la république du Texas. Il travaille aux côtés de Samuel May Williams (en) et de Stephen F. Austin.

### Inventions et succès
Il s'installe à Galveston Island où il exerce le métier de receveur de port et participe à l'aménagement du plan de la ville : projet d'adduction d'eau, création et vente de lotissements.
Il collabore également à l'élaboration de la première carte topographique du Texas en 1835.
Lors de son séjour à Galveston, il se fait remarquer par son inventivité. Il invente de nombreuses installations pour la municipalité ou pour son entourage. En juillet 1849, il invente le meat-biscuit, concentré solide de jus de viande. En 1856 Borden dépose un brevet pour le procédé de fabrication du lait concentré sucré . C'est cette invention qui lui apporte célébrité et prospérité. En effet le succès de ce nouveau produit est immédiat et Borden ouvre de nombreuses usines pour répondre à la demande.
Lors de la guerre de Sécession, le lait concentré de Borden fait partie des rations des soldats de l'Union,.

### Borden Texas
Après la fin de la guerre de Sécession, Borden retourne au Texas et s'installe dans une petite communauté connue sous le nom de Harvey's Creek Settlementce, et qui allait devenir Borden, Texas (en). Il y construit des maisons pour lui-même, son frère et ses fils. Il renomme la colonie Bordenville.
En 2000, Borden comptait 60 résidents.

### Mort

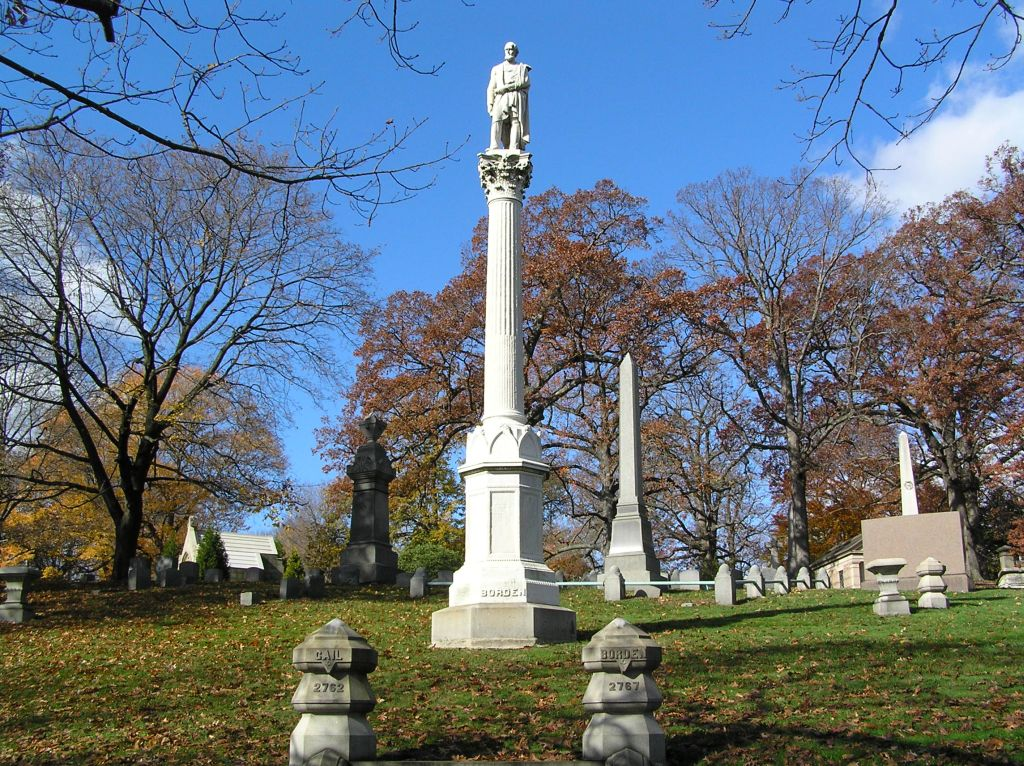
Monument à Gail Borden, cimetière Woodlawn, New York.

Borden meurt le 11 janvier 1874 à Borden dans le comté de Colorado, au Texas. Son corps est  expédié par voiture privée à New York pour être enterré au cimetière de Woodlawn .

## Inventions
Avant même la création et la commercialisation de ses deux inventions les plus fameuses : le meat-biscuit et le lait concentré, Borden possède une réputation d'inventeur prolifique. Ainsi, sur les plages de Gaveston, il installe des « bains mobiles » pour que les dames puissent se baigner avec pudeur. Il fabrique pour son épouse une table à manger tournante, conçue et fabriquée par ses soins. Il conçoit même un programme de santé publique contre la fièvre jaune, à base de chambre refroidie à l'éther.

### Meat-biscuit
Borden a connu lors des déplacements de sa famille entre l'État de New-York, l'Ohio et le Kentucky les diverses difficultés que rencontrent les pionniers en route vers l'Ouest. Il est profondément marqué par le récit de l'expédition Donner (Donner Party en anglais). Un groupe de 87 pionniers américains en route pour la Californie, fut bloqué par la neige dans la Sierra Nevada au cours de l'hiver 1846-1847, 36 membres ont péri de famine et de maladie. Certains des survivants ont recouru au cannibalisme. En tout, seuls 47 membres des familles terminèrent leur traversée de l'Ouest. Il en fut affecté au point de chercher à inventer un procédé destiné à rendre les vivres plus facilement transportables.
En juillet 1849, il fait la découverte d'un procédé « qui permettait de préserver les propriétés nutritives de la viande ou de toute chair animale [...] par l'obtention d'un extrait concentré que l'on mélange à de la farine [...] le mélange est ensuite séché ou cuit au four sous forme de biscuit ». Durant six années, il travailla à la mise au point et la promotion de ce meat-biscuit .
Le produit remporte la médaille du Great Council à l'exposition universelle de Londres de 1851, le docteur Ashbel Smith, membre américain du jury, déclare alors «Cela apparaît comme une mission de l'Amérique, [...] non seulement de donner aux réfugiés un foyer à l'abri des oppressions et de la surpopulation de l'Ancien Monde, mais aussi de nourrir en partie les pauvres de ces pays qui ne mangent jamais de la bonne viande et pour lesquels même une misérable carne est une denrée rare et précieuse.» .
La même année, il a créé une usine de biscuits à la viande à Galveston.
Les pionniers à la recherche d'or en Californie avaient besoin d'une nourriture facilement transportable et capable de supporter des conditions difficiles, et Borden vend certains de ses premiers biscuits à la viande aux mineurs. Notamment, l'explorateur Elisha Kane lui achète plusieurs centaines de livres de biscuits à la viande pour son expédition dans l'Arctique.
Mais l'entreprise connait des difficultés. L'armée, à qui Borden espérait vendre son produit, sous l'influence de ses fournisseurs traditionnels, dénigre le produit. De plus l'aspect et le gout du meat-biscuit ne séduisent pas le public, Daniel Boorstin dans le chapitre qu'il consacre à Borden écrit : « Les gens se plaignaient que le biscuit de Borden était « peu ragoûtant » et même immangeable, et Borden admettait volontiers qu'il était le seul à savoir vraiment l'accommoder »,.
En 1852, Borden dépose une demande de protection contre la faillite.

### Lait concentré
En 1851, Borden voyage de l'Angleterre vers les États-Unis, au retour de l'exposition universelle de Londres. Lors du voyage, qui à l'époque dure entre 15 et 20 jours, la mer est agitée au point que les vaches, dans la cale du navire, souffrent du mal de mer et ne peuvent plus donner de lait . Il raconte que c'est en entendant pendant des jours les cris des bébés affamés, alors que plusieurs enfants meurent après avoir bu du lait contaminé, que lui vient l'idée de chercher un moyen d'utiliser la technique de son invention pour trouver un nouveau moyen de conserver le lait ,.

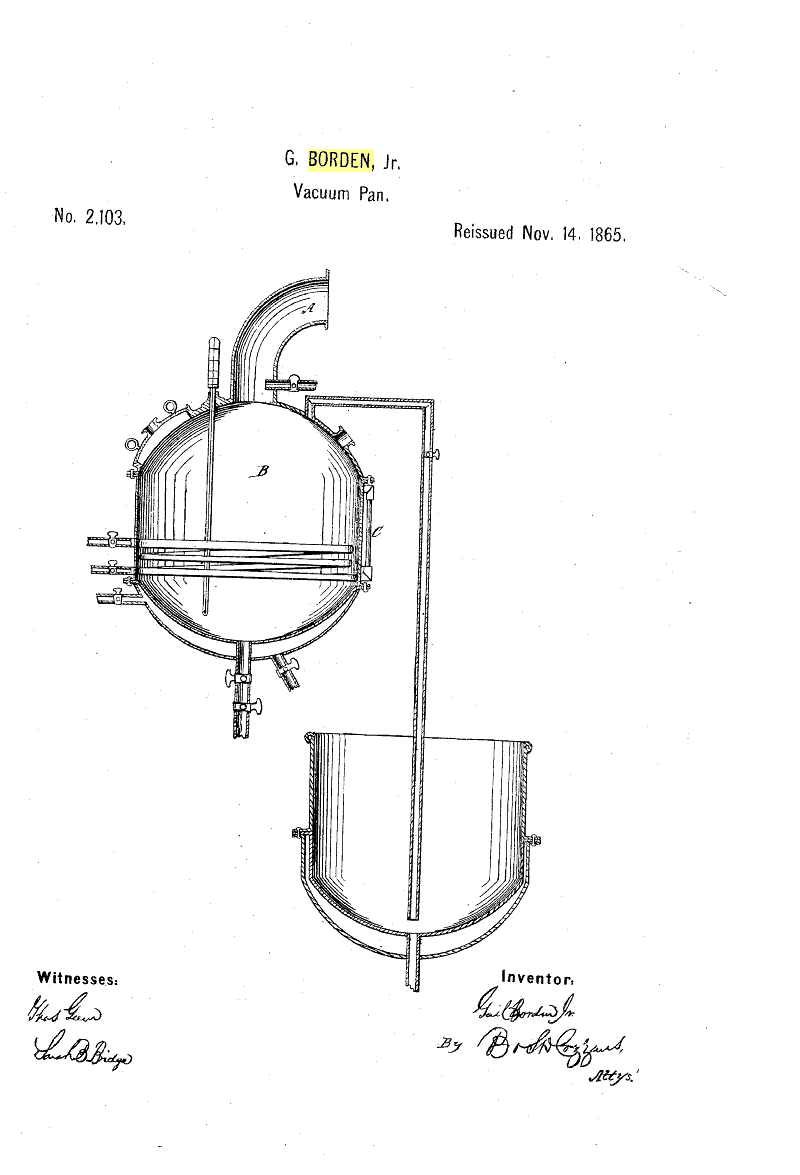
Brevet de Gail Borden pour la fabrication du lait concentré

En effet le lait est l'un des aliments les plus difficiles à conserver, Borden cherche donc à adapter sa machine pour condenser le lait entier. À l'époque, les spécialistes s'accordent pour trouver la chose impossible . Mais Borden n'est pas un scientifique de formation, il commence ses premières expérimentions à l'aide de simples casseroles, quelques décennies plus tôt en Europe, des scientifiques tels Nicolas Appert avaient mené des expériences similaires avec un certain succès, mais il semble que Borden n'a pas eu vent de ces expériences.
Le vrai défi n'est pas tant la conservation du lait, que la préservation de son gout et ses propriétés. Les premières expériences de Borden consistaient à faire bouillir le lait, tout en ajoutant du sucre roux, mais le mélange obtenu, s'il pouvait se conserver des mois, avait l'apparence et la texture de la mélasse.
Lors d'un séjour à New Lebanon au sein de la secte Shakers il découvre la marmite autoclave, il s'en procure une et l'utilise pour condenser le lait. Les premiers essais ne sont pas concluants, le lait colle trop aux parois et déborde fréquemment. Il a alors l'idée de graisser la marmite, perfectionnant le système de condensation.
En 1856, après trois ans de travail sur son invention, Borden obtient un brevet pour son procédé de condensation du lait sous vide.
Le lait condensé est rapidement un succès commercial. Il ouvre en 1858 sa troisième usine, construite avec son nouveau partenaire Jeremiah Milbank (en) à Wassaic, New York. Borden produit un dérivé du lait à conservation longue durée et ne nécessitant aucune réfrigération. Les fermiers locaux apportent leur lait à l'usine Borden, où il est condensé avant d'être expédié.
Son produit rencontre rapidement un grand succès dans la région, notamment à New York ou divers scandales liés à du lait contaminé avaient secoué la ville. Des journaux de l'époque lient même la forte mortalité infantile dans la ville à ce « lait assassin » .
Or Borden met en place dans son usine des nouvelles normes d'hygiène et de qualité. Les fermiers qui livrent le lait à l'usine doivent respecter des directives précises : les vaches fournissant le lait ne devaient pas avoir vêlé moins de douze jours avant la traite, leurs pis doivent être lavés régulièrement à l'eau tiède, les étables doivent rester propres sans accumulation de fumier, le matériel de traite doit être rincé à l'eau bouillante et séché matin et soir. Lors des livraisons l'usine refuse le lait dont la température dépasse les 14°C ,.
En 1861 lorsque la guerre de Sécession éclate Borden fournit l'Union en lait concentré, qui devient une partie de la ration réglementaire des soldats. Il doit alors augmenter la production de ses usines pour fournir l'armée, la production de son usine de New York passe à seize mille litres de lait par jour, mais ne lui permet toujours pas d'honorer les commandes. Il ouvre alors une nouvelle usine à Elgin dans l'Illinois. Fin 1866 cette seule usine achète aux fermiers de la région près de d'un million deux cent mille litres de lait par an .
Alors que la commercialisation du lait concentré connait un succès grandissant, Borden continue à expérimenter la condensation de divers aliments : viande, thé, café, cacao… En 1862, il fait breveter la condensation du jus de fruits, tels que les pommes et les raisins . Borden essaiera d'incorporer ces nouveaux produits dans la gamme vendue par sa société, mais il ne rencontre que peu de succès, la demande principale du public concerne toujours le lait concentré.
En 1875, à la mort de Borden, sa compagnie commence à commercialiser du lait entier non condensé. Et en 1885, sous la direction de son fils ainé, la Société commence à vendre du lait en bouteille .

## Famille
En 1828, il épouse Penelope Mercer. Le couple aura cinq enfants. Penelope Borden meurt à Galveston en 1844 après avoir contracté la fièvre jaune.
Ses deux fils, John et Lee, participèrent à la guerre de Sécession mais dans des camps opposés. John combattait pour l'Union alors que Lee s'était engagé dans la cavalerie du Texas du côté de la Confédération. Borden lui-même resta fidèle à l'Union ,.
Son arrière-petit-fils Gail Borden (1907-1991) est un patineur artistique américain des années 1930.
Par son ancêtre John Borden (né en 1640), il est cousin avec la tristement célèbre Lizzie Borden, femme américaine accusée d'avoir assassiné son père et sa belle-mère à la hache.
Un de ses ancêtres est Gabriel Bernon (1644-1736), un négociant huguenot ayant immigré à Boston en juillet 1688.